# Josefine von Krepl
Josefine von Krepl, auch Josefine Johanna Therese Edle von Krepl (* 7. Juni 1944 in Fürstenwalde/Spree) ist eine deutsche Modedesignerin, Modejournalistin und Gründerin des Modemuseums im Schloss Meyenburg.

## Leben
Josefine von Krepl wurde 1944 als Nachkomme von aus Wien stammenden österreichischen Adligen geboren. Der Vater wurde im Zweiten Weltkrieg in einer Torpedofabrik in Fürstenwalde kriegsverpflichtet, und die Ehefrau folgte ihm aus Wien nach Fürstenwalde. Die ersten fünf Jahre wuchs Josefine von Krepl in Fürstenwalde auf. 1950 zog die Familie nach Ost-Berlin. Bereits während der Oberschule nähte sich Josefine von Krepl ausgefallene, unkonventionelle Kleidung. Nach dem Schulabschluss begann sie zunächst mit dem Studium der Medizin. Bereits nach kurzer Zeit brach sie das Studium ab und lernte zunächst das Schneidern. Später begann sie ein Mode-Studium. Nach dem Studium sollte Josefine von Krepl in Schmölln Knöpfe und Gürtelschnallen entwerfen. Da sie Berlin nicht verlassen wollte, begann sie als Volontärin bei einer Modezeitschrift und studierte in Leipzig Journalismus.
Ab 1967 arbeitete sie als Modejournalistin und Modegestalterin bei der DDR-Frauenzeitschrift Für Dich. Ihre Entwürfe für die populäre Zeitschrift galten häufig als zu „westlich“ oder entsprachen nicht den Vorgaben des DDR-Modeinstitutes. 1980 reichte die Journalistin die Kündigung beim Verlag ein und eröffnete in Berlin-Friedrichshain eine der wenigen privaten Modeboutiquen in der DDR. Hier fertigte sie kreative Mode aus Naturfasern, die sie zum Teil aus Beständen der Roten Armee beschaffte und aus unkonventionellen Stoffen, wie gefärbten Bettlaken, Molton-Tüchern oder umgenähter Unterwäsche. Seit Mitte der 1980er Jahre war sie nach einer Prüfung Mitglied des Verbandes Bildender Künstler der DDR und veranstaltete zahlreiche Vernissagen.
1989, nur wenige Monate vor dem Mauerfall, verließ Josefine von Krepl die DDR und eröffnete in West-Berlin einen Laden mit Antikmode. 1996 ging sie in den Ostteil von Berlin zurück und ließ sich am Kollwitzplatz nieder. Enttäuscht von der Modeentwicklung in der befreiten vormaligen DDR, die sich nach dem Fall der Mauer vollkommen von der kreativen und individuellen Berliner Modeszene abwandte und sich stattdessen auf die westliche Massenware konzentrierte, begann sie  nun verstärkt mit dem Sammeln von getragenen Kleidungsstücken aus dem 20. Jahrhundert.
Josefine von Krepl war zweimal verheiratet und hat zwei Söhne.

## Sammlung Josefine Edle von Krepl

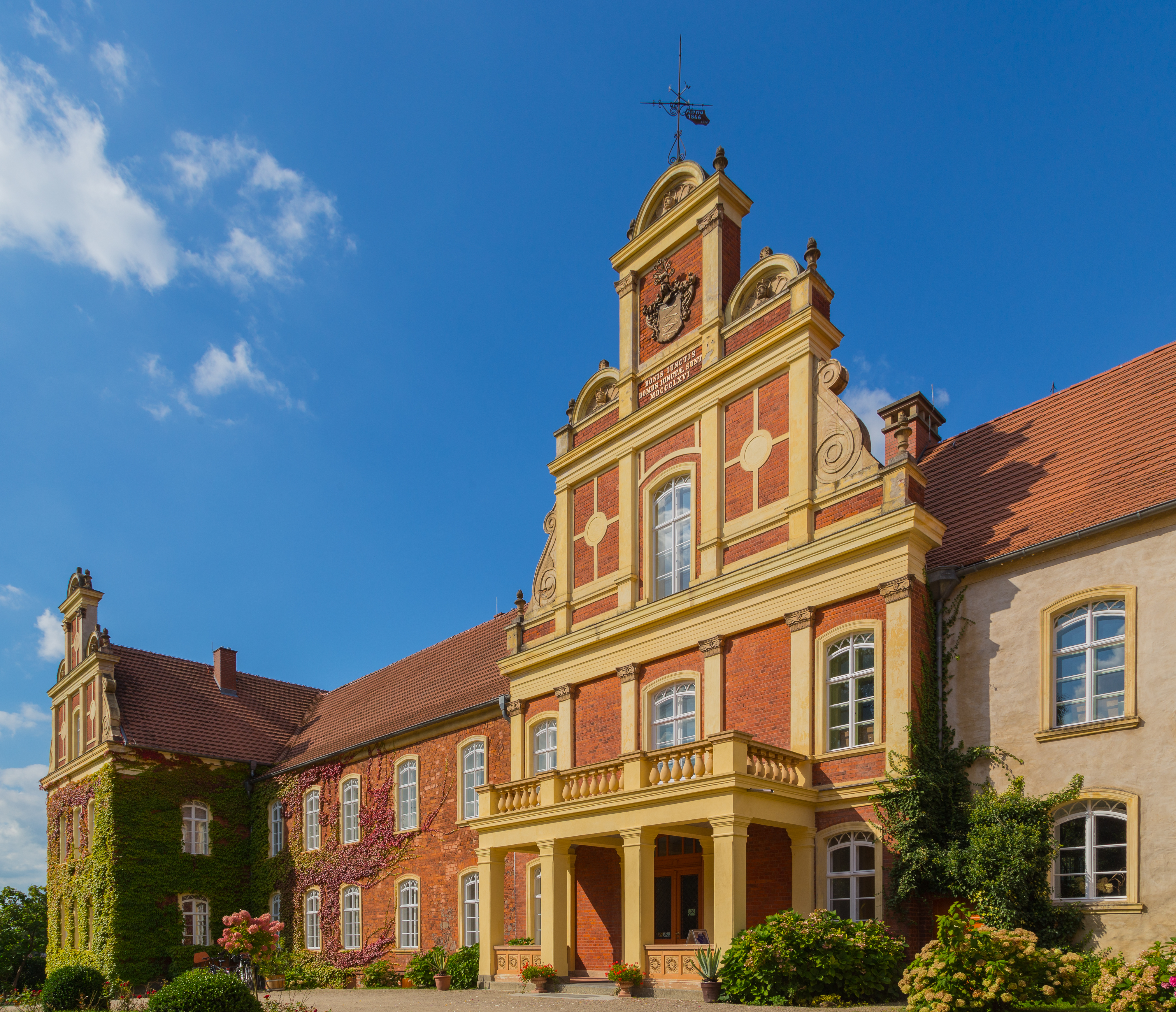
Eingang zum Modemuseum im Schloss Meyenburg

Nachdem ihre beiden Söhne 2003 die umfangreiche Sammlung von Bekleidungsstücken nicht übernehmen wollten und einige ihrer Kleider im deutschen Pavillon auf der Expo 2000 temporär ausgestellt wurden, suchte Josefine von Krepl nach einer Möglichkeit, ihre umfangreiche Sammlung dauerhaft zu präsentieren. Zu den berühmtesten Sammlungsstücken gehört das Kleid, das Jacqueline Kennedy bei der Amtseinführung ihres Mannes John F. Kennedy 1960 getragen hat.
Seit 2006 beherbergt das Schloss Meyenburg in der Prignitz die mehrere Tausend Exponate umfassende Sammlung von getragenen Kleidungsstücken und Accessoires, die von Josefine von Krepl seit Ende der 1950er Jahre zusammengetragen wurde. Kernstück der Sammlung ist Bekleidung und Schmuck aus den ersten acht Jahrzehnten des 20. Jahrhunderts, ergänzt um passende Möbelstücke aus dieser Zeit. Etwa ein Zehntel der Sammlung wird heute öffentlich präsentiert. Von 2006 bis zu ihrem Ruhestand 2015 bewirtschaftete Josefine von Krepl das Museum selbst, seit 2015 realisiert der Trägerverein Modemuseum Schloss Meyenburg e. V. den Museumsbetrieb.
Die Sammlung Josefine Edle von Krepl zählt zu den umfangreichsten Modesammlungen des 20. Jahrhunderts. An ihrem 74. Geburtstag übergab Josefine von Krepl die Leitung des Museums endgültig an die neue Geschäftsführerin Irena Berjas.